# تجمع السمارة (مودية)

تعديل مصدري - تعديل

تجمع السمارة هو "تجمع بدوي" في  عزلة مودية بمديرية مودية التابعة لمحافظة أبين، بلغ تعداد سكانها 30 نسمة حسب تعداد اليمن لعام 2004.